# Navrški Vrh
Navrški Vrh je naselje v Občini Ravne na Koroškem.